# Saumur (AOC)
Pour l’article homonyme, voir Saumur.
Le saumur est un vin d'appellation d'origine contrôlée produit autour de la ville de Saumur. Il fait partie du vignoble de la vallée de la Loire. La surface est de 1 400 hectares avec 1 000 hectares de cépage noir et 400 hectares en blanc. Les deux cépages principaux sont le chenin B (vin blanc) et le cabernet franc N (vin rouge).

## Histoire

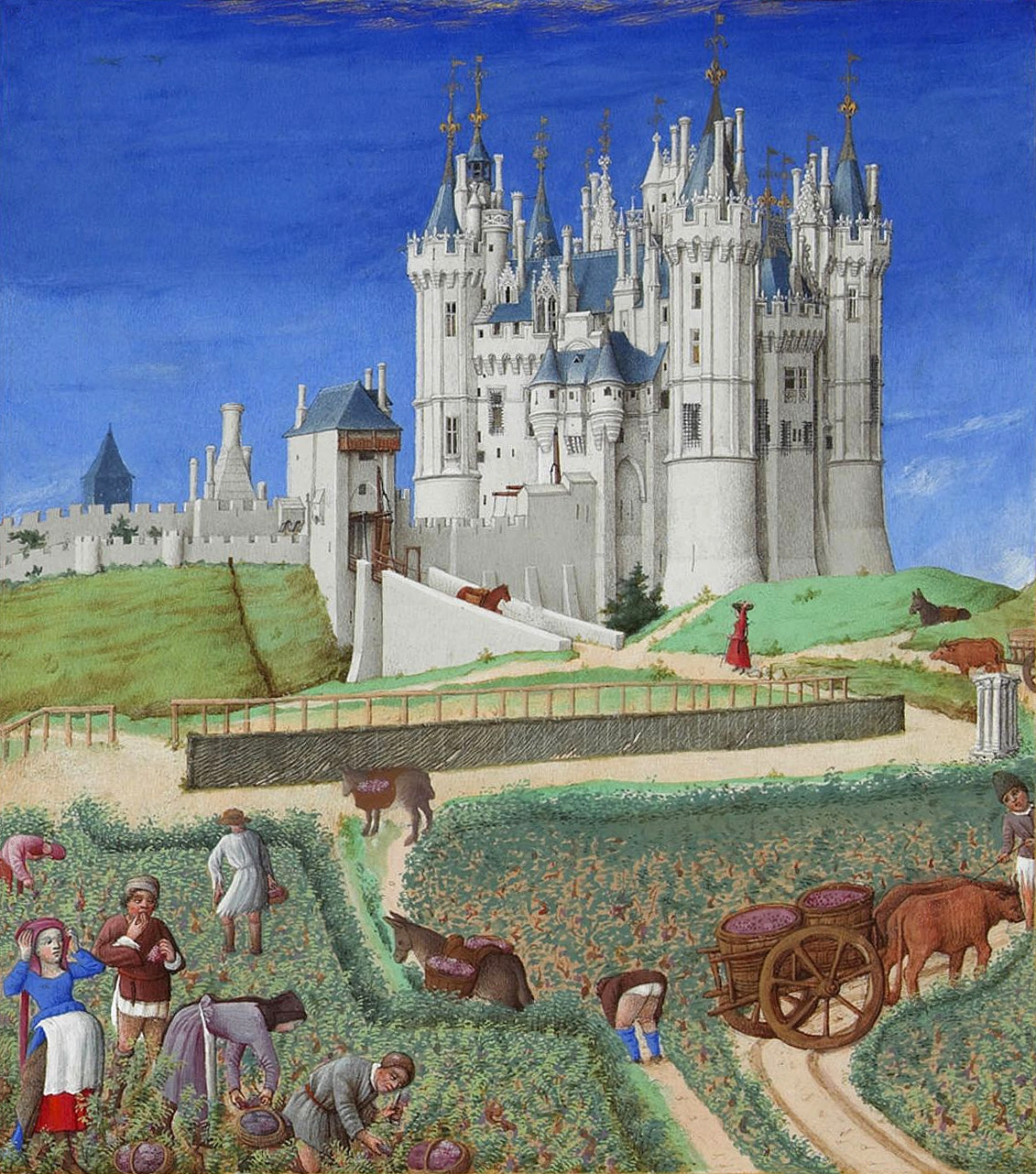
Scène de vendanges au pied du château de Saumur, c. 1440.
Septembre, détail, Les Très Riches Heures du duc de Berry.

### Antiquité
C'est au IVe siècle que la vigne se propage sous l'impulsion de saint Martin et ses disciples.

### Moyen Âge
Au Xe siècle, grâce au développement des voies de communication, les vignobles de la Loire et donc de Saumur se développent. Lorsque Henri II, comte d'Anjou, accède au trône d'Angleterre en 1154, le vignoble angevin connaît un véritable essor. Du Moyen Âge au XVe siècle, le vignoble de Saumur est en pleine expansion de par l'action de la bourgeoisie. À partir du XIIe siècle, Saumur devient une importante place de négoce des vins.

### Période contemporaine
À partir de 1789, la Révolution française a des effets dévastateurs sur le vignoble angevin, à travers les guerres de Vendée. La crise du phylloxéra touche durement le vignoble à la fin du XIXe siècle. L'AOC est créée en 1936.  L'enjambeur apparaît dans les années 1960-1970, qui remplace le cheval. Les techniques en viticulture et œnologie ont bien évolué depuis ces années (vendange en vert, table de triage, cuve en inox, pressoir électrique puis pneumatique, etc.).
Les différents vins de l'appellation sont reconnus officiellement par les décrets du 14 novembre 1936 (vins blancs), du 9 septembre 1937 (vins rouges et rosés), du 14 mai 1938 (vins mousseux blancs) et du 31 décembre 1957 (vins mousseux rosés). Le cahier des charges de l'appellation a été modifié en janvier 2024.

## Étymologie
Le nom vient du préceltique Sala, « le terrain marécageux », et de murus, « le fortin », selon les linguistes de l'école de Dauzat. Le mot apparaît en 958, date qui marque le début de l'histoire de Saumur. Une autre acception donne pour étymologie l'expression latin le Salvus murus, le « mur du salut ».

## Situation géographique

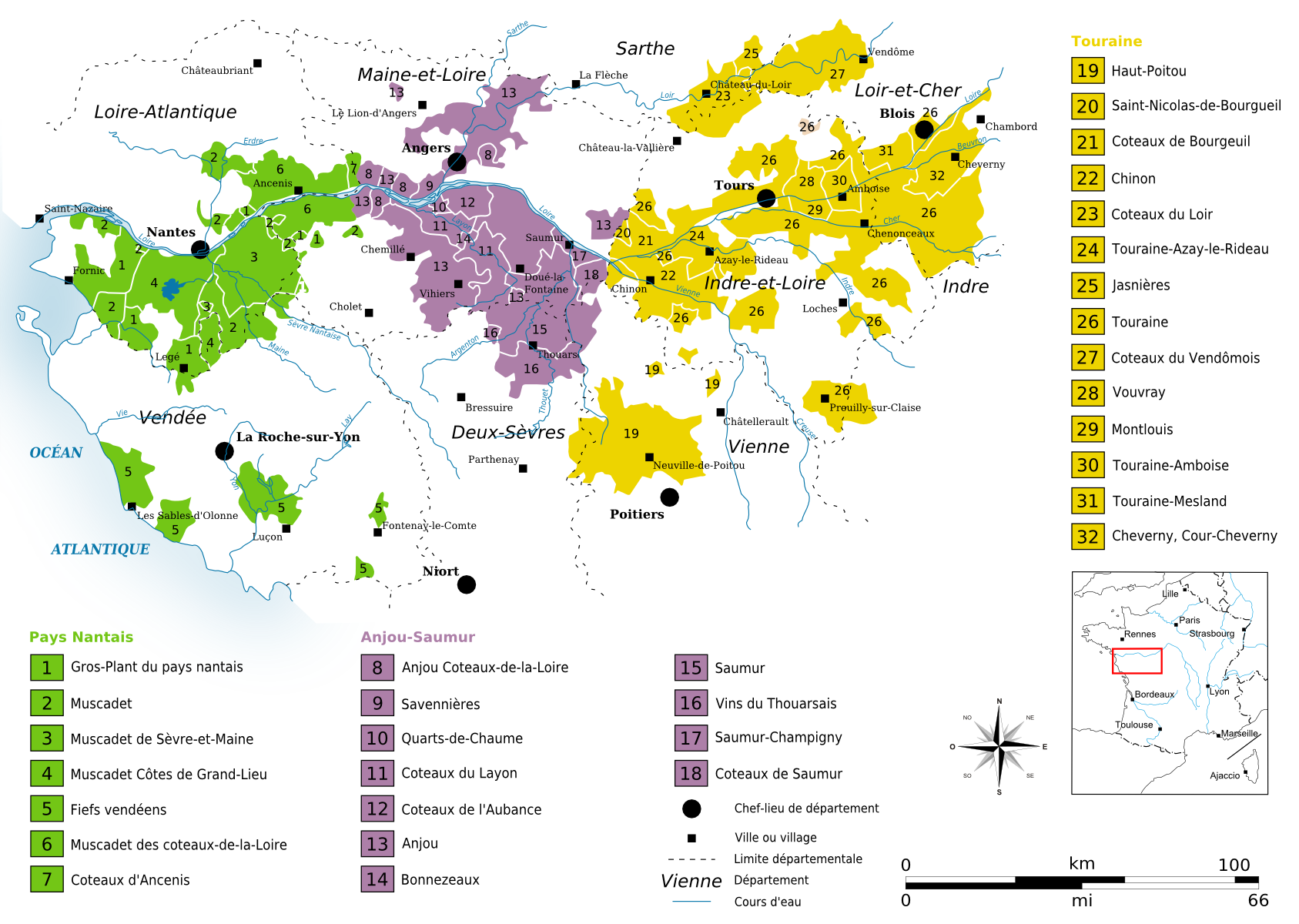
Les régions viticoles de Touraine, d'Anjou et de Basse Loire.

Cette AOC est répartie sur 20 communes (28 communes pour les vins blancs) de Maine-et-Loire, 9 de la Vienne et 2 des Deux-Sèvres.

### Géologie et orographie
Les terrains ont pour particularité d'être sédimentaires, avec des terres blanches de craie tuffeau, siliceux, sableux et argileux.

### Climatologie
Le climat est tempéré, d'influence océanique. La température et les précipitations indiquées sont celles d'Angers et Tours car cette AOC est située entre ces deux villes.
Pour la ville d'Angers (alt. 64 m), les valeurs climatiques de 1947 à 2008 sont :
| Mois                                                  | Janv | Fév  | Mars | Avr  | Mai  | Juin | Juil | Août | Sept | Oct  | Nov  | Déc  | Année |
| ----------------------------------------------------- | ---- | ---- | ---- | ---- | ---- | ---- | ---- | ---- | ---- | ---- | ---- | ---- | ----- |
| Températures minimales moyennes (°C)                  | 2,1  | 2,2  | 3,9  | 5,6  | 8,9  | 11,8 | 13,6 | 13,4 | 11,3 | 8,4  | 4,6  | 2,8  | 7,4   |
| Températures moyennes (°C)                            | 5    | 5,7  | 8,2  | 10.4 | 13,9 | 16,2 | 19,2 | 19,1 | 16,5 | 12,7 | 8    | 5,6  | 11,8  |
| Températures maximales moyennes (°C)                  | 7,9  | 9,2  | 12,6 | 15,3 | 19   | 22,6 | 24,9 | 24,7 | 21,8 | 17   | 11,4 | 8,4  | 16,2  |
| Moyennes mensuelles de précipitations (mm)            | 62,1 | 50,8 | 51,7 | 44,6 | 54,4 | 41,2 | 43,8 | 44,9 | 52,2 | 59,6 | 64,5 | 63,4 | 633,4 |
| Durée mensuelle d'ensoleillement (heures/mois)        | 70   | 92   | 141  | 179  | 201  | 234  | 248  | 237  | 191  | 129  | 89   | 65   | 1877  |
| Source : Climatologie de 1947 à 2008 - Angers, France |      |      |      |      |      |      |      |      |      |      |      |      |       |

Pour la ville de Tours (alt. 108 m), les valeurs climatiques de 1965 à 1990 sont :
| Mois                                                                              | Janv | Fév  | Mars | Avr  | Mai  | Juin | Juil | Août | Sept | Oct  | Nov  | Déc  | Année |
| --------------------------------------------------------------------------------- | ---- | ---- | ---- | ---- | ---- | ---- | ---- | ---- | ---- | ---- | ---- | ---- | ----- |
| Températures minimales moyennes °C                                                | 1,6  | 2    | 3,3  | 5    | 8,4  | 11,4 | 13,1 | 12,9 | 10,8 | 7,9  | 3,8  | 2,3  | 6,9   |
| Températures moyennes °C                                                          | 4,2  | 5,1  | 7,3  | 9,6  | 13,2 | 16,5 | 18,9 | 18,6 | 16,1 | 12,3 | 7,1  | 4,8  | 11,2  |
| Températures maximales moyennes °C                                                | 6,9  | 8,2  | 11,3 | 14,3 | 18,1 | 21,7 | 24,6 | 24,3 | 21,4 | 16,7 | 10,5 | 7,4  | 15,4  |
| Moyennes mensuelles de précipitations (mm)                                        | 63,3 | 61,6 | 54,3 | 51,4 | 67,5 | 47,5 | 53   | 40,9 | 54,3 | 61   | 63   | 65,9 | 683,7 |
| Source : Archives climatologiques mensuelles - Tours Saint-Symphorien (????-1990) |      |      |      |      |      |      |      |      |      |      |      |      |       |

## Vignoble

### Présentation

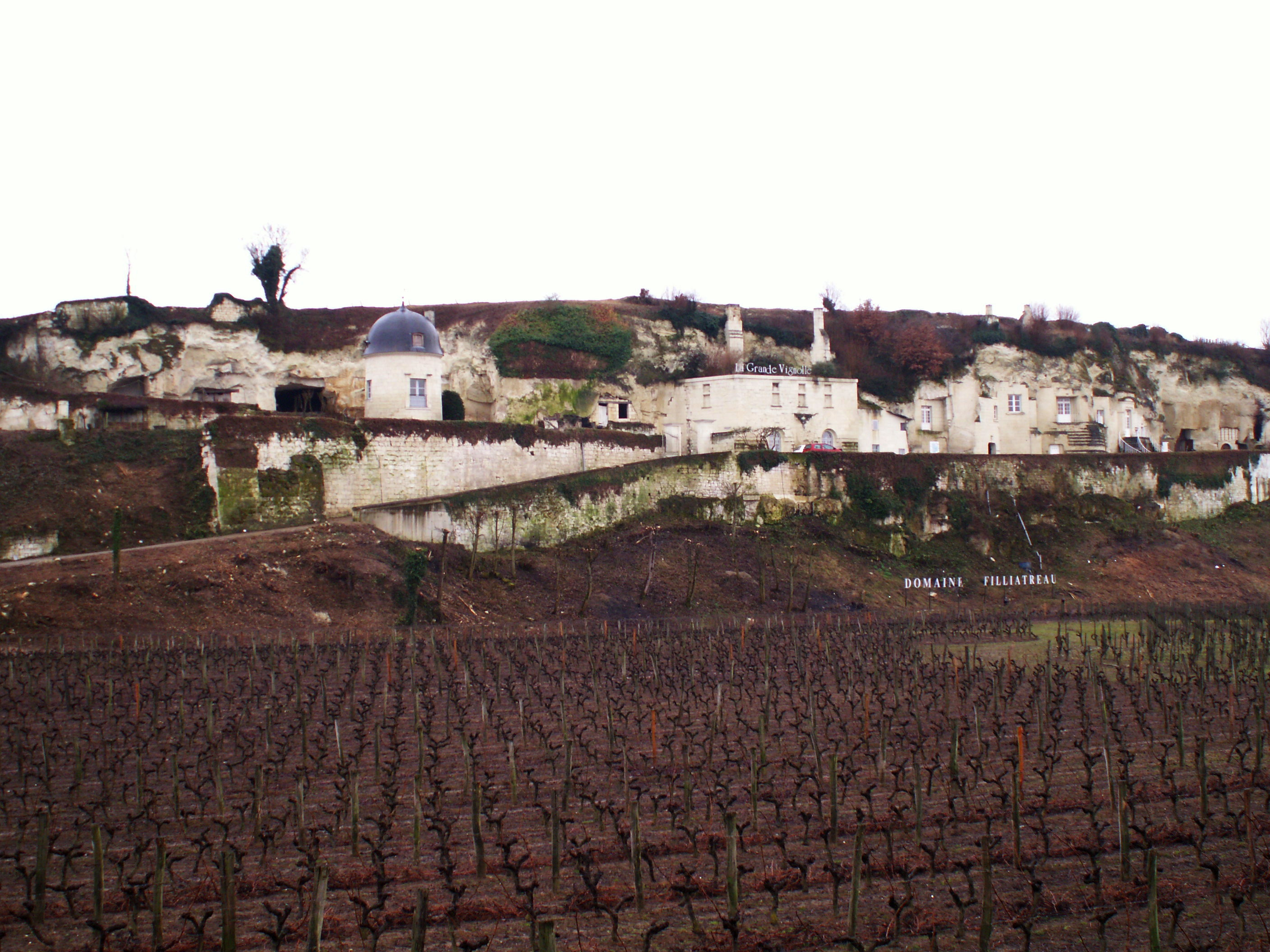
Vue des vignes dans l’appellation Saumur.

Ce vignoble a été classé AOC par le décret du 22 novembre 1999 (qui abroge le décret du 31 décembre 1957, le premier décret relatif à l'appellation étant celui du 14 novembre 1936). Il couvre environ 1 400 hectares sur 20 communes de Maine-et-Loire (28 communes pour les vins blancs), 9 de la Vienne et 2 des Deux-Sèvres. La répartition couvre 1 000 hectares pour les vins rouges et 400 hectares pour les vins blancs. Le volume de production représente 55 000 hectolitres pour les vins rouges et 21 000 pour les vins blancs. Depuis le 12 octobre 2009, le Saumurois est un sous-ensemble de l'Anjou et, à ce titre, les vins produits dans le Saumurois peuvent prétendre aux appellations anjou à l'exception des vignes produisant du saumur-champigny. Le saumur blanc peut également être produit sur les parcelles classées en saumur-champigny.

### Encépagement
Les vins blancs sont vinifiés exclusivement à partir du chenin B.
Les vins rouges sont vinifiés à partir de cabernet franc N qui peut être assemblé au cabernet sauvignon N et/ou au pineau d'Aunis N dans la limite de 30 % de l'encépagement pour le cumul de ces deux cépages accessoires.
Pour l'AOC Saumur Puy-Notre-Dame, le cabernet franc N ne peut être assemblé que dans la limite de 15 % au cabernet sauvignon N seulement.

### Méthodes culturales

#### Travail manuel
Le travail manuel commence par la taille. Le tirage des sarments suit la taille. Les sarments sont enlevés et peuvent être brûlés ou mis au milieu du rang pour être broyés. On passe ensuite aux réparations et éventuellement aux plantations de greffes. L'ébourgeonnage peut débuter dès que la vigne a commencé à pousser. Cette méthode permet, en partie, de réguler les rendements. Le relevage est pratiqué lorsque la vigne commence à avoir bien poussé. En général, deux à trois relevages sont pratiqués. Pour finir avec le travail manuel à la vigne, se réalise l'étape importante des vendanges.

#### Travail mécanique
L'enjambeur est d'une aide précieuse pour le travail mécanique. Les différents travaux se composent du broyage des sarments ; de trou fait à la tarière, là où les pieds de vignes sont manquants ; de labourage ou griffage, réalisé dans le but d'aérer les sols et de supprimer des mauvaises herbes ; de désherbage ; de plusieurs traitements des vignes, réalisés dans le but de les protéger contre certaines maladies cryptogamiques (mildiou, oïdium, pourriture grise, etc.) ; de plusieurs rognages consistant à reciper ou couper les branches de vignes (rameaux) qui dépassent du système de palissage ; enfin, des vendanges mécaniques se réalisant avec une machine à vendanger ou une tête de récolte montée sur un enjambeur.

### Rendements
Pour les vins rouges, le rendement est de 57 hectolitres par hectare pour le rendement de base et 69 hectolitres par hectare pour le rendement butoir. Ce rendement est de 50 hectolitres par hectare (rendement de base) et 56 hectolitres par hectare (rendement butoir) pour le « Puy-Notre-Dame ». Pour les vins blancs, le rendement est de l'ordre de 60 hectolitres par hectare pour le rendement de base et de 65 hectolitres par hectare pour le rendement butoir.

## Vins

### Titres alcoométriques volumique minimal et maximal
| AOC                           | Rouge   | Rouge   | Blanc   | Blanc   |
| Titre alcoométrique volumique | minimal | maximal | minimal | maximal |
| Village                       | 10,5 %  | 12,5 %  | 10,5 %  | 12,5 %  |

### Vinification et élevage

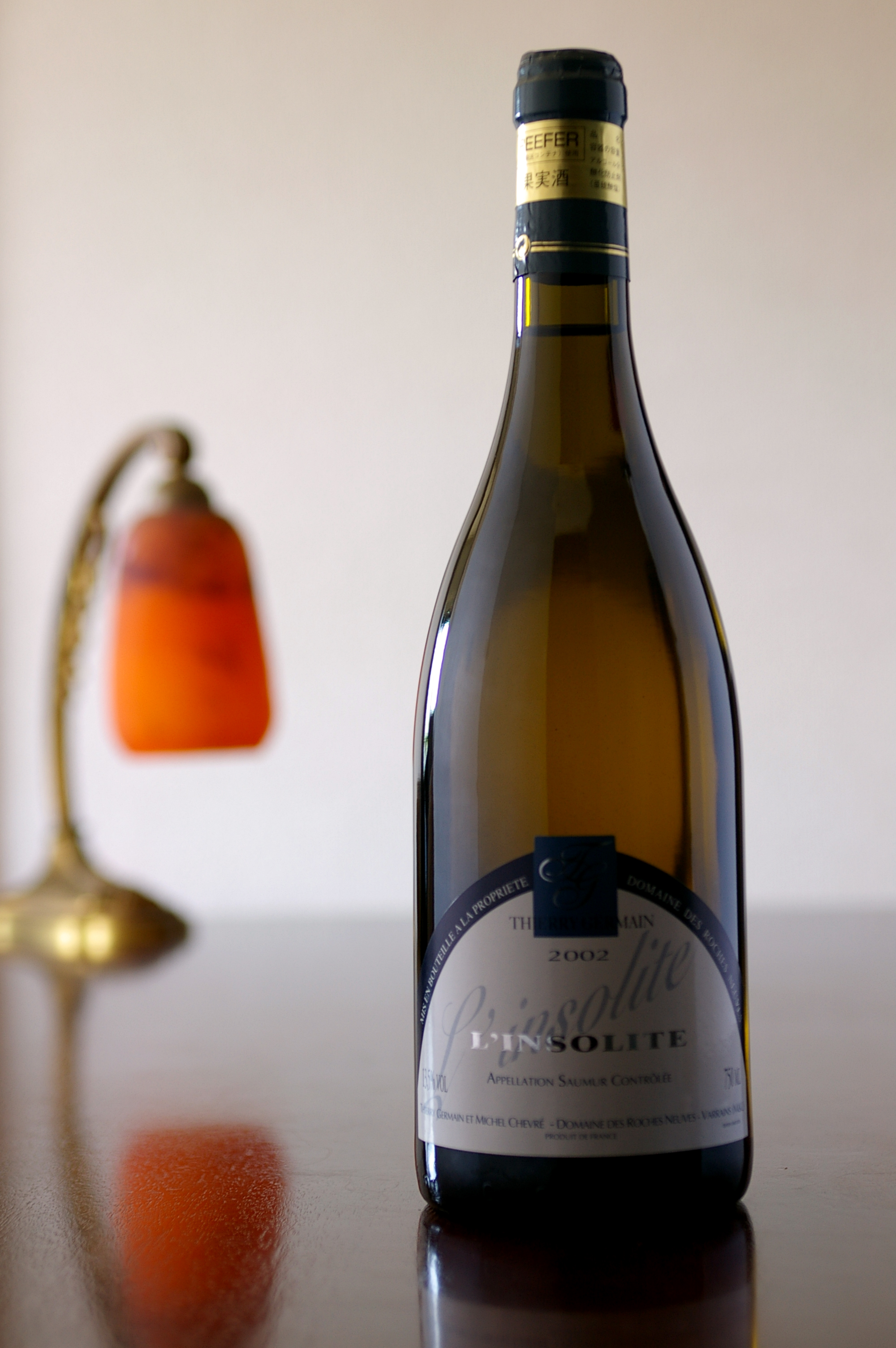
AOC Saumur, millésime 2002.

On trouve différentes méthodes générales de vinification pour cette appellation. Il existe cependant des petites différences de méthode entre les différents viticulteurs, négociants et caves coopératives.

#### Vinification en rouge
La récolte des raisins se fait à maturité et de façon manuelle ou mécanique. La vendange manuelle est parfois triée, soit à la vigne soit à la cave avec une table de tri, ce qui permet d'enlever les grappes pourries ou insuffisamment mûres. La vendange manuelle est généralement éraflée puis mise en cuve. Une macération pré-fermentaire à froid est quelquefois pratiquée. La fermentation alcoolique peut démarrer, le plus souvent après un levurage. Commence alors le travail d'extraction des polyphénols (tanins, anthocyanes) et autres éléments du raisin. L'extraction se faisait par pigeage, opération qui consiste à enfoncer le chapeau de marc dans le jus en fermentation. Plus couramment, l'extraction est conduite aussi par des remontages, opération qui consiste à pomper le jus depuis le bas de la cuve pour arroser le chapeau de marc et ainsi lessiver les composants qualitatifs du raisin. Les températures de fermentation alcoolique peuvent être plus ou moins élevées, avec une moyenne générale de 28 à 35 degrés au maximum de la fermentation. La chaptalisation est réalisée si le degré naturel est insuffisant : cette pratique est réglementée. À l'issue de la fermentation alcoolique suit l'opération de décuvage qui donne le vin de goutte et le vin de presse. La fermentation malolactique se déroule après mais est dépendante de la température. Le vin est soutiré et mis en fût ou cuve pour son élevage. L'élevage se poursuit pendant plusieurs mois (6 à 24 mois) puis le vin est collé, filtré et mis en bouteilles.

#### Vinification en blanc

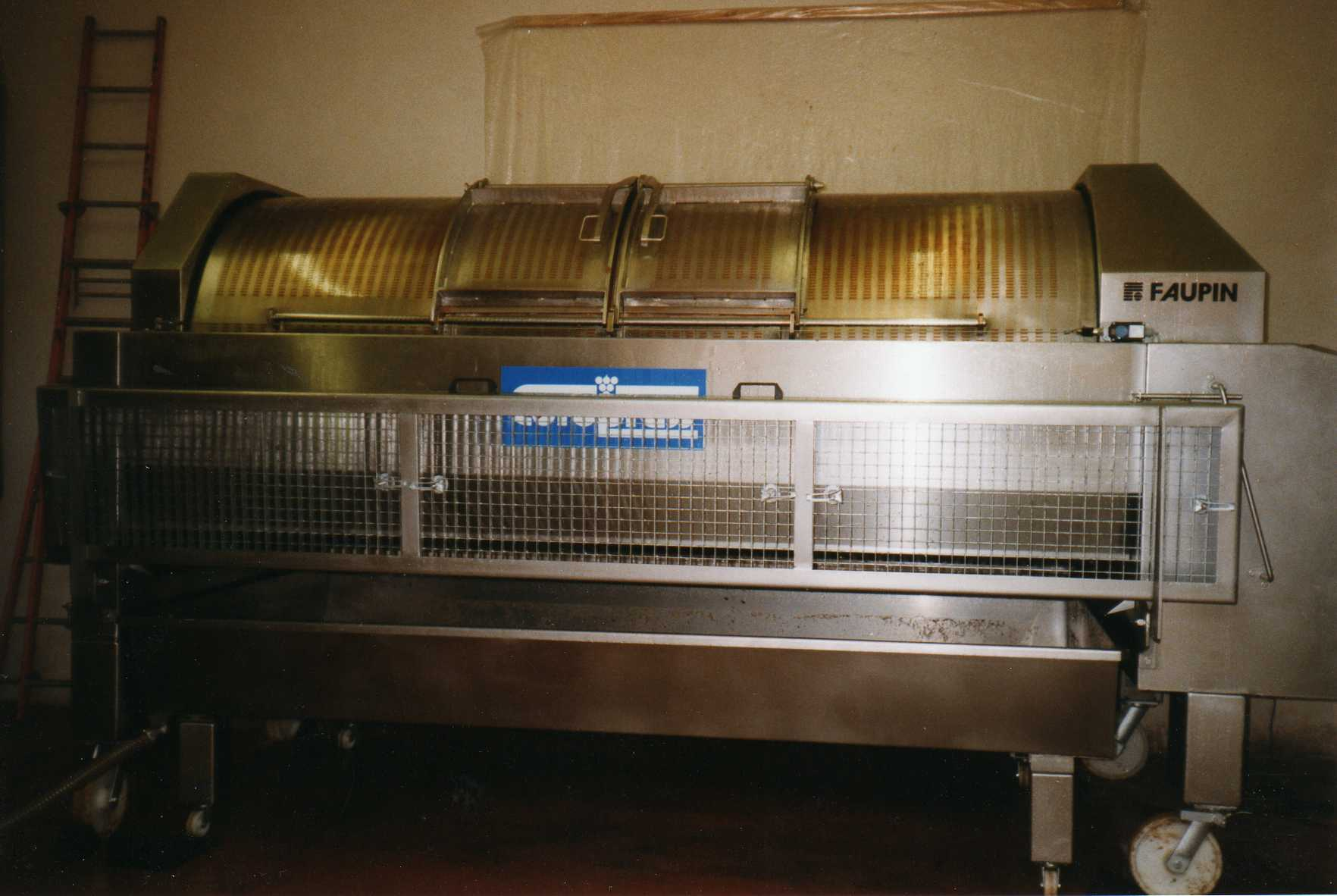
Pressoir pneumatique servant au pressurage.

Comme pour le rouge, la récolte est manuelle ou mécanique et peut être triée. Les raisins sont ensuite transférés dans un pressoir pour le pressurage. Une fois le moût en cuve, le débourbage est pratiqué généralement après un enzymage. À ce stade, une stabulation préfermentaire à froid (environ 10 à 12 degrés pendant plusieurs jours) peut être recherchée pour favoriser l'extraction des arômes. Mais le plus souvent, après 12 à 48 heures, le jus clair est soutiré et mis à fermenter. La fermentation alcoolique se déroule avec un suivi tout particulier pour les températures qui doivent rester à peu près stables (18 à 24 degrés). La chaptalisation est aussi pratiquée pour augmenter le titre alcoométrique volumique si nécessaire. La fermentation malolactique puis l'élevage sont réalisés en fûts ou en cuves. À la fin, la filtration du vin est pratiquée pour rendre les vins plus limpides. La mise en bouteille clôture l'opération.

### Terroir et vins
Les sols de craies de tuffeau, siliceux, argileux et sableux, donnent :
- des vins blancs qui ont des arômes de fruits blancs compotés, de fleurs blanches[5], etc. ;
- des vins rouges qui ont des arômes de fruits rouges, de fleurs (violette, iris)[5], etc.

Ils ont une bonne aptitude au vieillissement en bouteille.

### Gastronomie, garde et température de service
Les vins rouges accompagnent de la charcuterie, des viandes blanches, des viandes rouges, de la volaille… Les vins blancs s'accordent bien avec des crustacés cuits, des fruits de mer, des poissons, des viandes blanches, des volailles… Les vins rouges et vins blancs peuvent se garder aux alentours de 5 ans. Les vins rouges se servent entre 16 et 18 degrés et les vins blancs vers 10 degrés.

## Économie

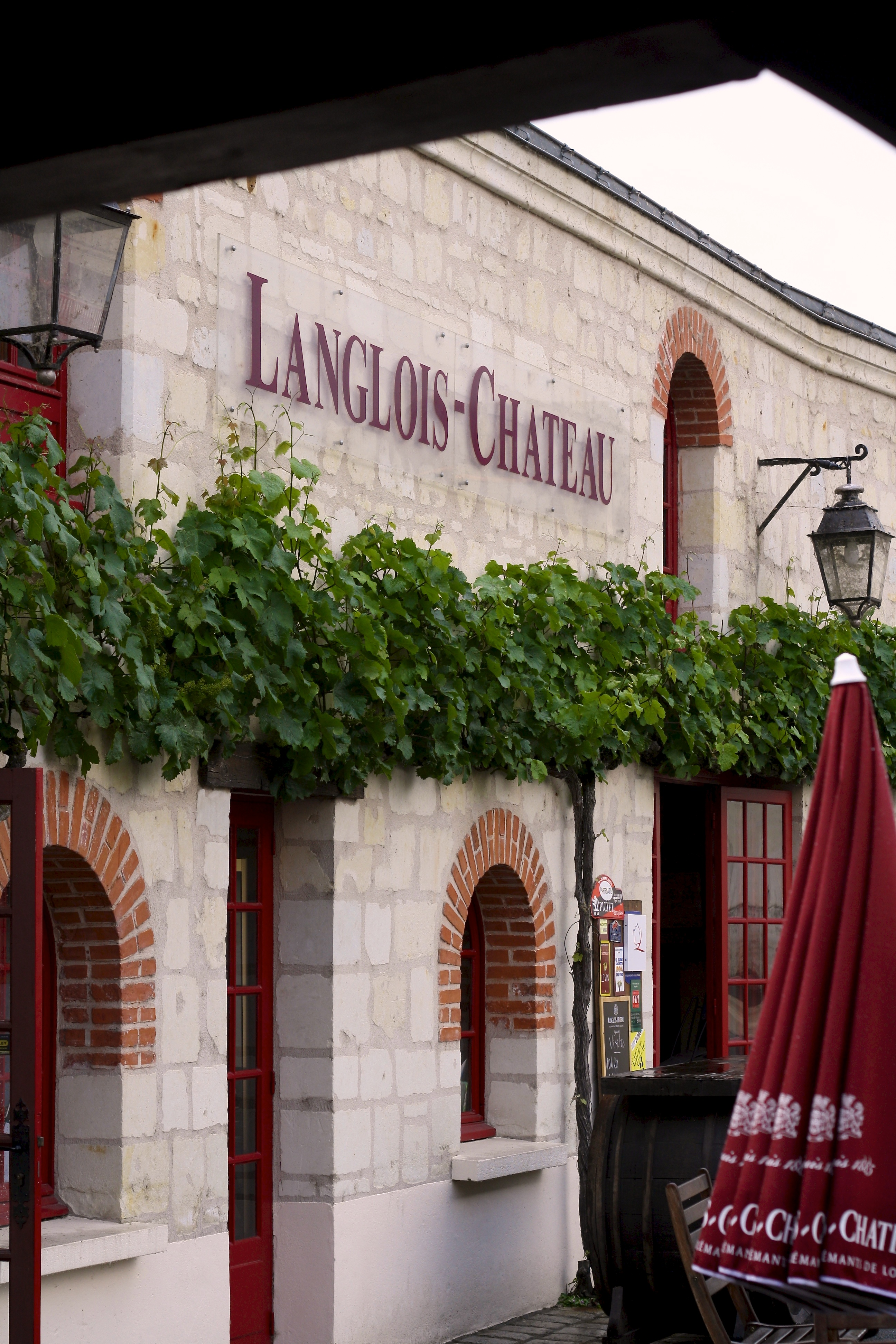
Maison Langlois-Château à Saumur.

### Commercialisation
La commercialisation de cette appellation se fait par divers canaux de vente : dans les caveaux du viticulteur, dans les salons des vins (vignerons indépendants, etc.), dans les foires gastronomiques, par exportation, dans les cafés-hôtels-restaurants (CHR), dans les grandes et moyennes surfaces (GMS).

### Structure des exploitations
Il existe des domaines de tailles différentes. Ces domaines mettent tout ou une partie de leurs propres vins en bouteilles et s'occupent aussi de le vendre. Les autres, ainsi que ceux qui ne vendent pas tous leurs vins en bouteilles, les vendent aux maisons de négoce.
Les caves coopératives et leurs apporteurs sont des vignerons. Ces derniers peuvent leur amener leurs récoltes, ou bien la cave coopérative vendange elle-même (machine à vendanger en général). 
Les maisons de négoce achètent leurs vins, en général, en vin fait (vin fini) mais parfois en raisin ou en moût. Elles achètent aux domaines et passent par un courtier en vin qui sert d'intermédiaire moyennant une commission de l'ordre de 2 % à la charge de l'acheteur.

### Listes des producteurs
Il y a 312 viticulteurs (dont 187 vinificateurs), quatre caves coopératives et six négociants.